# Francesco Giosea di Sassonia-Coburgo-Saalfeld
Francesco Giosea di Sassonia-Coburgo-Saalfeld (Saalfeld, 25 settembre 1697 – Rodach, 16 settembre 1764) fu duca di Sassonia-Coburgo-Saalfeld dal 1729 fino alla sua morte.

## Biografia

### Infanzia

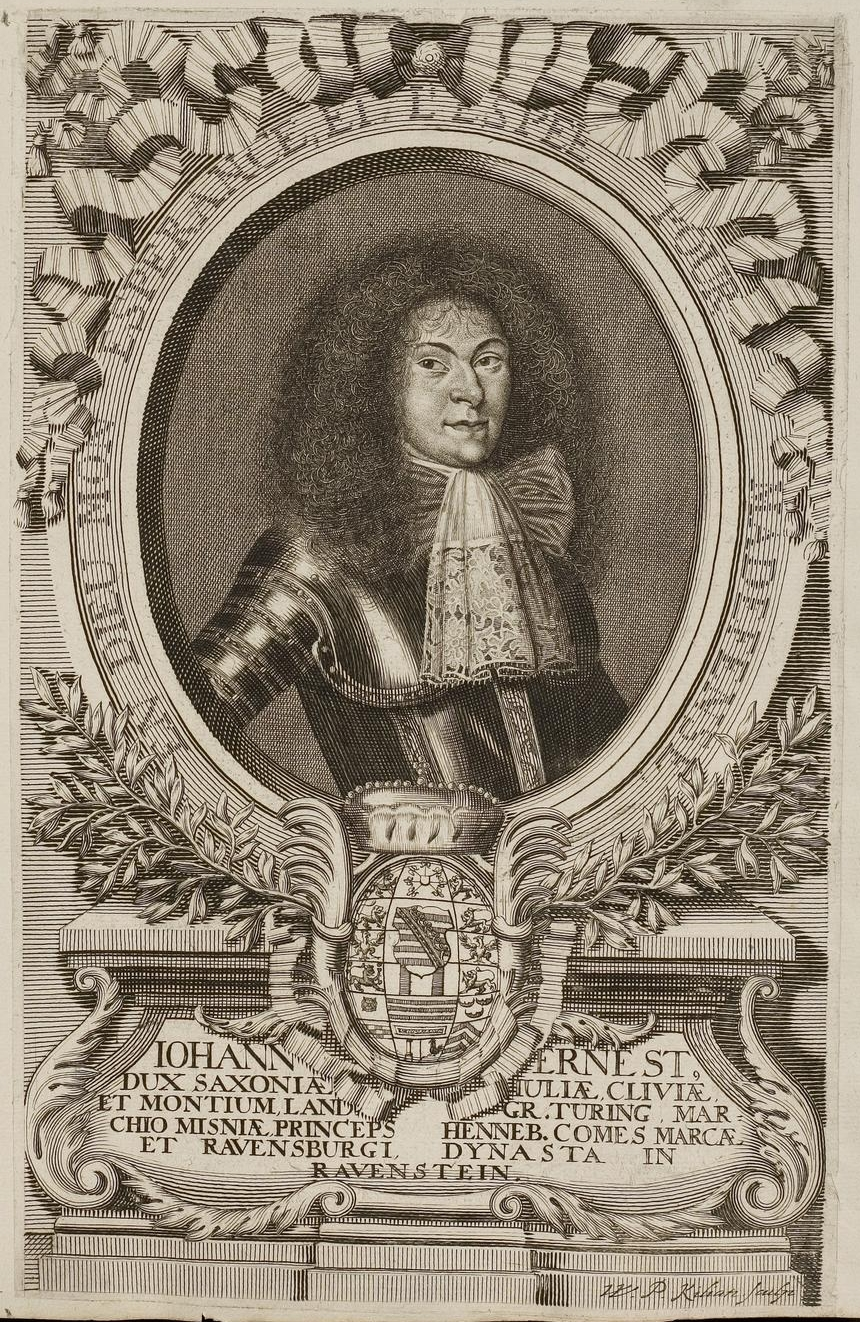
Giovanni Ernesto di Sassonia-Coburgo-Saalfeld

Egli era il quarto dei figli sopravvissuti di Giovanni Ernesto di Sassonia-Coburgo-Saalfeld (1658-1729), il terzo nato dalla seconda moglie di suo padre, Carlotta Giovanna di Waldeck-Wildungen.
Durante la sua giovinezza, Francesco Giosea servì nelle armate imperiali.
La morte dei suoi due fratelli maggiori, Guglielmo Federico (28 luglio 1720) e Carlo Ernesto (30 dicembre 1720) lo resero secondo nella linea di successione al trono del Ducato di Sassonia-Coburgo-Saalfeld, preceduto solo dal fratellastro Cristiano Ernesto.

### Matrimonio

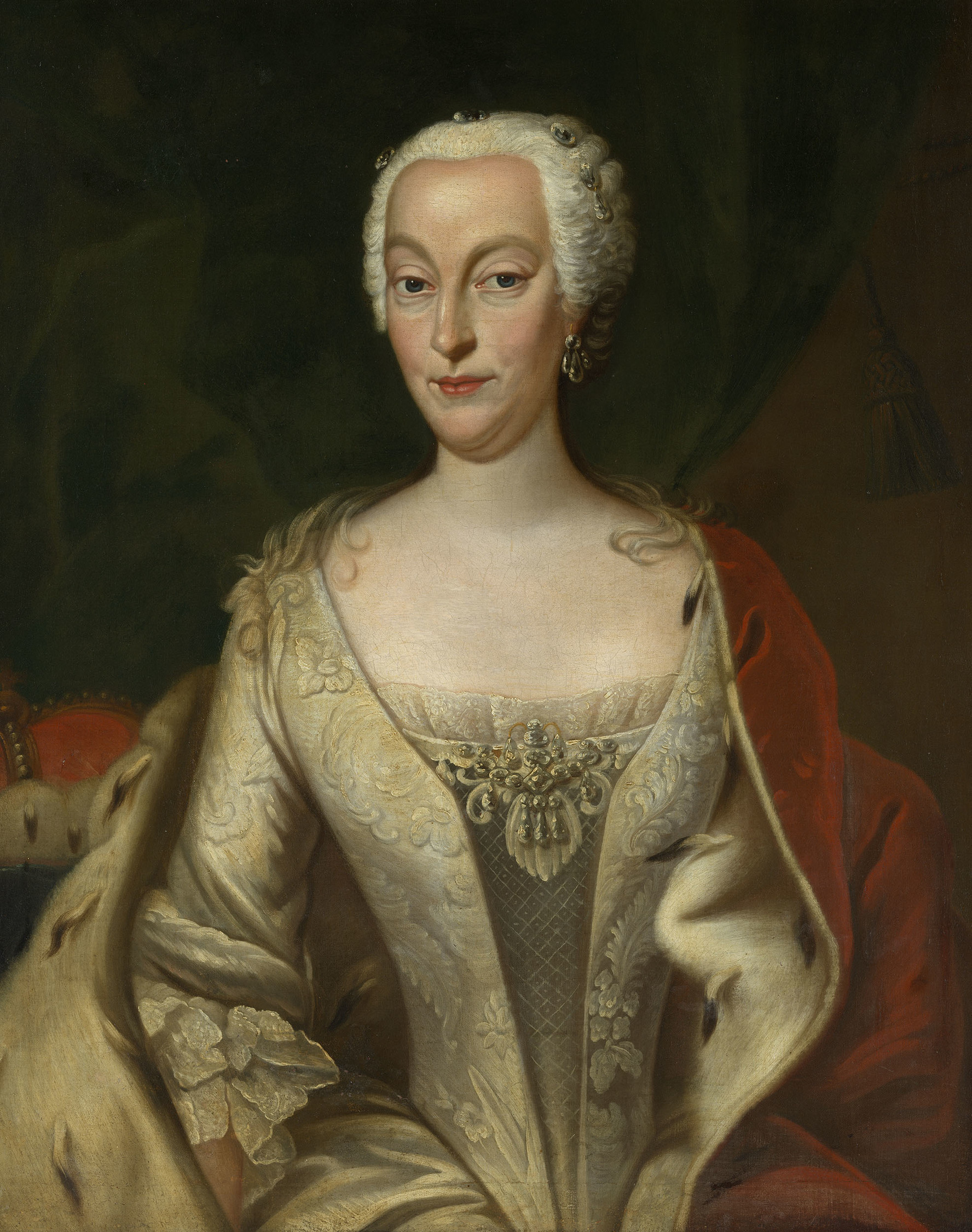
Anna Sofia, duchessa di Sassonia-Coburgo-Saalfeld

A Rudolstadt, il 2 gennaio 1723 sposò Anna Sofia di Schwarzburg-Rudolstadt. Queste nozze seguivano quelle celebrate tre anni prima dal fratello di Anna Sofia, Federico Antonio con la sorella di Francesco Giosea, Sofia Guglielmina. Si trattò di un duplice matrimonio teso a garantire un legame politico tra i due stati, che comportò anche un legame religioso tra la Sassonia-Coburgo-Saalfeld e il tribunale ecclesiastico di Rudolstadt e che significò una promozione del pietismo in tutta la Sassonia-Coburgo-Saalfeld.

### Duca di Sassonia-Weimar

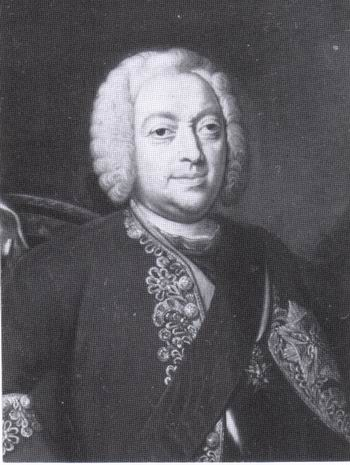
Francesco Giosea, duca di Sassonia-Weimar

Quando Cristiano Ernesto si sposò morganaticamente nel 1724, Francesco Giosea pretese per sé l'intera eredità del ducato. Il testamento del padre (1729), ad ogni modo, lo nominava coreggente col fratello. Nel 1735, il supporto della linea di Sassonia-Meiningen gli riconobbe ufficialmente il ruolo ed alla morte di Cristiano Ernesto nel 1745, divenne l'unico Duca. Già nel 1733 aveva proclamato la primogenitura nel ducato, che comunque venne confermata dall'Imperatore solo nel 1747. Dal 1750 al 1755, egli fu reggente del Ducato di Sassonia-Weimar per Ernesto Augusto II Costantino.

### Morte

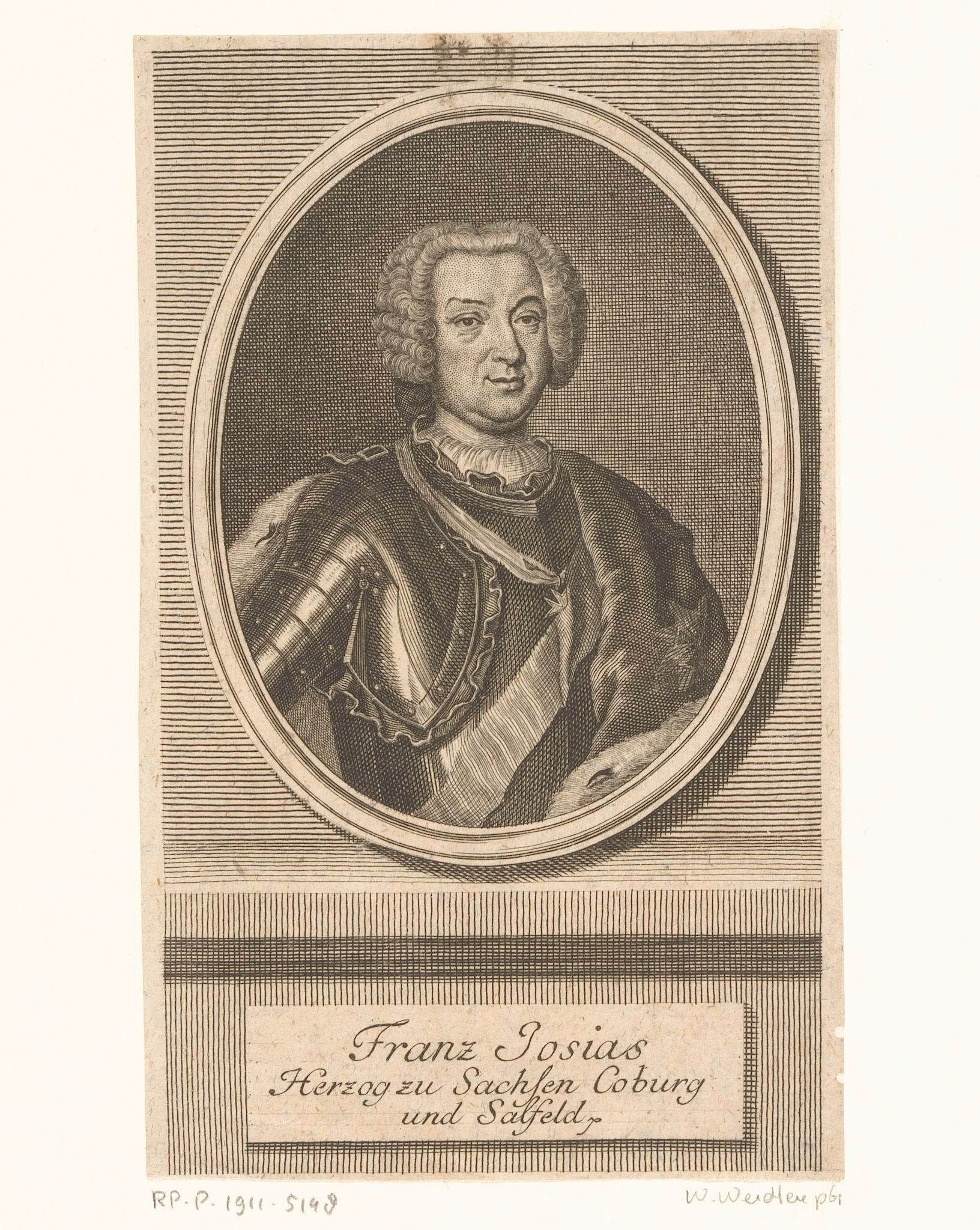
Francesco Giosea in una stampa d'epoca

Il Duca morì il 16 settembre 1764 a Bad Rodach.

## Discendenza
Francesco Giosea e Anna Sofia di Schwarzburg-Rudolstadt ebbero:
- Ernesto Federico (1724-1800), futuro duca di Sassonia-Coburgo-Saalfeld;
- Giovanni Guglielmo (1726-1745) (caduto il 4 giugno nella Battaglia di Hohenfriedeberg)
- Cristiano Francesco (1730-1797);
- Carlotta Sofia (1731-1810), andata sposa nel 1755 al principe Luigi di Meclemburgo-Schwerin (1725-1778);
- Federica Carolina (1735-1791), andata sposa nel 1754 con il margravio Carlo Alessandro di Brandeburgo-Ansbach;
- Federico Giosia (1734 – 1815), sposato con Teresa Stroffek e capostipite dei baroni di Rohmann.

## Ascendenza
|                                               |                                  |                                        | Genitori                                |  |  | Nonni |  |  | Bisnonni                       |  |  | Trisnonni                             |  |
|                                               |                                  |                                        |                                         |  |  |       |  |  | Giovanni II di Sassonia-Weimar |  |  | Giovanni Guglielmo di Sassonia-Weimar |  |
|                                               |                                  |                                        |                                         |  |  |       |  |  | Giovanni II di Sassonia-Weimar |  |  | Giovanni Guglielmo di Sassonia-Weimar |  |
|                                               |                                  | Dorotea Susanna di Wittelsbach-Simmern |                                         |  |  |       |  |  | Giovanni II di Sassonia-Weimar |  |  |                                       |  |
| Ernesto I di Sassonia-Gotha-Altenburg         |                                  |                                        |                                         |  |  |       |  |  | Giovanni II di Sassonia-Weimar |  |  |                                       |  |
|                                               |                                  | Dorotea Maria di Anhalt                | Gioacchino Ernesto di Anhalt            |  |  |       |  |  |                                |  |  |                                       |  |
|                                               |                                  | Dorotea Maria di Anhalt                | Gioacchino Ernesto di Anhalt            |  |  |       |  |  |                                |  |  |                                       |  |
|                                               |                                  | Dorotea Maria di Anhalt                | Eleonora del Württemberg                |  |  |       |  |  |                                |  |  |                                       |  |
| Giovanni Ernesto di Sassonia-Coburgo-Saalfeld |                                  | Dorotea Maria di Anhalt                |                                         |  |  |       |  |  |                                |  |  |                                       |  |
|                                               |                                  | Giovanni Filippo di Sassonia-Altenburg | Federico Guglielmo I di Sassonia-Weimar |  |  |       |  |  |                                |  |  |                                       |  |
|                                               |                                  | Giovanni Filippo di Sassonia-Altenburg | Federico Guglielmo I di Sassonia-Weimar |  |  |       |  |  |                                |  |  |                                       |  |
|                                               |                                  | Giovanni Filippo di Sassonia-Altenburg | Anna Maria del Palatinato-Neuburg       |  |  |       |  |  |                                |  |  |                                       |  |
| Elisabetta Sofia di Sassonia-Altenburg        |                                  | Giovanni Filippo di Sassonia-Altenburg |                                         |  |  |       |  |  |                                |  |  |                                       |  |
|                                               |                                  | Elisabetta di Brunswick-Wolfenbüttel   | Enrico Giulio di Brunswick-Lüneburg     |  |  |       |  |  |                                |  |  |                                       |  |
|                                               |                                  | Elisabetta di Brunswick-Wolfenbüttel   | Enrico Giulio di Brunswick-Lüneburg     |  |  |       |  |  |                                |  |  |                                       |  |
|                                               |                                  | Elisabetta di Brunswick-Wolfenbüttel   | Elisabetta di Danimarca                 |  |  |       |  |  |                                |  |  |                                       |  |
| Francesco Giosea di Sassonia-Coburgo-Saalfeld |                                  | Elisabetta di Brunswick-Wolfenbüttel   |                                         |  |  |       |  |  |                                |  |  |                                       |  |
|                                               | Filippo VII di Waldeck-Wildungen | Cristiano di Waldeck-Wildungen         |                                         |  |  |       |  |  |                                |  |  |                                       |  |
|                                               | Filippo VII di Waldeck-Wildungen | Cristiano di Waldeck-Wildungen         |                                         |  |  |       |  |  |                                |  |  |                                       |  |
|                                               | Filippo VII di Waldeck-Wildungen | Elisabetta di Nassau-Siegen            |                                         |  |  |       |  |  |                                |  |  |                                       |  |
| Giosia II di Waldeck-Wildungen                | Filippo VII di Waldeck-Wildungen |                                        |                                         |  |  |       |  |  |                                |  |  |                                       |  |
|                                               |                                  | Anna Caterina di Sayn-Wittgenstein     | Luigi II di Sayn-Wittgenstein           |  |  |       |  |  |                                |  |  |                                       |  |
|                                               |                                  | Anna Caterina di Sayn-Wittgenstein     | Luigi II di Sayn-Wittgenstein           |  |  |       |  |  |                                |  |  |                                       |  |
|                                               |                                  | Anna Caterina di Sayn-Wittgenstein     | Giuliana di Solms-Braunfels             |  |  |       |  |  |                                |  |  |                                       |  |
| Carlotta Giovanna di Waldeck-Wildungen        |                                  | Anna Caterina di Sayn-Wittgenstein     |                                         |  |  |       |  |  |                                |  |  |                                       |  |
|                                               |                                  | Guglielmo di Nassau-Hilchenbach        | Giovanni VII di Nassau-Siegen           |  |  |       |  |  |                                |  |  |                                       |  |
|                                               |                                  | Guglielmo di Nassau-Hilchenbach        | Giovanni VII di Nassau-Siegen           |  |  |       |  |  |                                |  |  |                                       |  |
|                                               |                                  | Guglielmo di Nassau-Hilchenbach        | Maddalena di Waldeck-Wildungen          |  |  |       |  |  |                                |  |  |                                       |  |
| Guglielmina Cristina di Nassau-Siegen         |                                  | Guglielmo di Nassau-Hilchenbach        |                                         |  |  |       |  |  |                                |  |  |                                       |  |
|                                               |                                  | Cristina di Erbach                     | Giorgio III di Erbach-Breuberg          |  |  |       |  |  |                                |  |  |                                       |  |
|                                               |                                  | Cristina di Erbach                     | Giorgio III di Erbach-Breuberg          |  |  |       |  |  |                                |  |  |                                       |  |
|                                               |                                  | Cristina di Erbach                     | Maria di Barby-Mühlingen                |  |  |       |  |  |                                |  |  |                                       |  |
|                                               |                                  | Cristina di Erbach                     |                                         |  |  |       |  |  |                                |  |  |                                       |  |